# Lanmaoa
Lanmaoa G. Wu & Zhu L. Yang (wonnoborowik) – rodzaj grzybów należący do rodziny borowikowatych (Boletaceae). 

## Systematyka i nazewnictwo
Pozycja w klasyfikacji według Index Fungorum: Boletaceae, Boletales, Agaricomycetidae, Agaricomycetes, Agaricomycotina, Basidiomycota, Fungi.
Jest to niedawno utworzony nowy rodzaj. Powstał w wyniku badań filogenetycznych prowadzonych w obrębie rodziny borowikowatych.
W 2021 Komisja ds. Polskiego Nazewnictwa Grzybów Polskiego Towarzystwa Mykologicznego zarekomendowała używanie nazwy wonnoborowik.

## Gatunki
- Lanmaoa angustispora G. Wu & Zhu L. Yang 2015
- Lanmaoa asiatica G. Wu & Zhu L. Yang 2015
- Lanmaoa carminipes (A.H. Sm. & Thiers) G. Wu, Halling & Zhu L. Yang 2015
- Lanmaoa flavorubra (Halling & M. Mata) G. Wu, Halling & Zhu L. Yang 2015
- Lanmaoa fragrans (Vittad.) Vizzini, Gelardi & Simonini 2015 – wonnoborowik kruchy
- Lanmaoaa macrocarpa N.K. Zeng, H. Chai & S. Jiang 2019
- Lanmaoa pallidorosea (Both) Raspé & Vadthanarat 2019
- Lanmaoa pseudosensibilis (A.H. Sm. & Thiers) G. Wu, Halling & Zhu L. Yang 2015
- Lanmaoa roseocrispans Bessette, A.R. Bessette, Nuhn & Halling 2015

Wykaz gatunków (nazwy naukowe) na podstawie Index Fungorum